# Clovia humeralis
Clovia humeralis är en insektsart som beskrevs av Kirby 1891. Clovia humeralis ingår i släktet Clovia och familjen spottstritar. Inga underarter finns listade i Catalogue of Life.